# Delaware County (Ohio)
Delaware County ist ein County im Bundesstaat Ohio der Vereinigten Staaten. Der Verwaltungssitz (County Seat) ist Delaware.

## Geographie
Das County liegt nur wenige Kilometer nordwestlich des geographischen Zentrums von Ohio und hat eine Fläche von 1181 Quadratkilometern, wovon 35 Quadratkilometer Wasserfläche sind. Es grenzt im Uhrzeigersinn an folgende Countys: Marion County, Morrow County, Knox County, Licking County, Franklin County und Union County.

## Geschichte
Delaware County wurde am 10. Februar 1808 aus Teilen des Franklin County gebildet. Benannt wurde es nach den Delaware-Indianern.
56 Bauwerke und Stätten des Countys sind im National Register of Historic Places eingetragen (Stand 13. April 2018).

## Demografische Daten

Alterspyramide des Delaware County

Nach der Volkszählung im Jahr 2000 lebten im Delaware County 109.989 Menschen in 39.674 Haushalten und 30.668 Familien. Die Bevölkerungsdichte betrug 96 Einwohner pro Quadratkilometer. Ethnisch betrachtet setzte sich die Bevölkerung zusammen aus 94,25 Prozent Weißen, 2,52 Prozent Afroamerikanern, 0,14 Prozent amerikanischen Ureinwohnern, 1,54 Prozent Asiaten, 0,03 Prozent Bewohnern aus dem pazifischen Inselraum und 0,38 Prozent aus anderen ethnischen Gruppen; 1,14 Prozent stammten von zwei oder mehr Ethnien ab. 1,01 Prozent der Bevölkerung waren spanischer oder lateinamerikanischer Abstammung.
Von den 39.674 Haushalten hatten 40,1 Prozent Kinder und Jugendliche unter 18 Jahre, die bei ihnen lebten. 67,7 Prozent waren verheiratete, zusammenlebende Paare, 6,7 Prozent waren allein erziehende Mütter, 22,7 Prozent waren keine Familien, 18,1 Prozent waren Singlehaushalte und in 5,3 Prozent lebten Menschen im Alter von 65 Jahren oder darüber. Die Durchschnittshaushaltsgröße betrug 2,70 und die durchschnittliche Familiengröße lag bei 3,09 Personen.
Auf das gesamte County bezogen setzte sich die Bevölkerung zusammen aus 28,2 Prozent Einwohnern unter 18 Jahren, 7,6 Prozent zwischen 18 und 24 Jahren, 32,6 Prozent zwischen 25 und 44 Jahren, 23,3 Prozent zwischen 45 und 64 Jahren und 8,2 Prozent waren 65 Jahre alt oder darüber. Das Durchschnittsalter betrug 35 Jahre. Auf 100 weibliche Personen kamen 98,0 männliche Personen. Auf 100 Frauen im Alter von 18 Jahren oder darüber kamen statistisch 94,9 Männer.
Das jährliche Durchschnittseinkommen eines Haushalts betrug 67.258 USD, das Durchschnittseinkommen der Familien betrug 76.453 USD. Männer hatten ein Durchschnittseinkommen von 51.428 USD, Frauen 33.041 USD. Das Prokopfeinkommen betrug 31.600 USD. 3,8 Prozent der Bevölkerung und 2,9 Prozent der Familien lebten unterhalb der Armutsgrenze. Davon waren 4,4 Prozent Kinder oder Jugendliche unter 18 Jahre und 4,8 Prozent waren Menschen über 65 Jahre.